# Ragnheiður Jónsdóttir

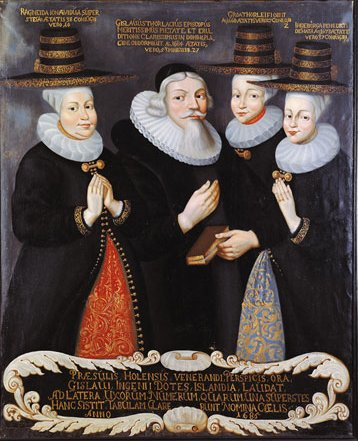
Ragnheiður Jónsdóttir, Gísli Þorláksson Obispo de Hólar y las otras mujeres de Gísli.

Ragnheiður Jónsdóttir (1646-1715) fue la tercera esposa de Gísli Þorláksson, obispo de Hólar. Vivió durante mucho tiempo como una viuda en la iglesia en Gröf. 
Era conocida por crear diseños de bordado. 
Se puede encontrar un retrato de ella en el billete actual de 5000 coronas islandesas.